# Distretto di Hanak
Il distretto di Hanak (in turco Hanak ilçesi) è uno dei distretti della provincia di Ardahan, in Turchia.
| Controllo di autorità | VIAF (EN) 145287825 |